# أنجيليكا بينغتسون
أنجيليكا بينغتسون (بالسويدية: Angelica Bengtsson) رياضية سويدية متخصصة في القفز بالزانة. حصلت على المرتبة الرابعة في بطولة العالم لألعاب القوى في بكين 2015.

## وصلات خارجية
- أنجيليكا بينغتسون على موقع الاتحاد الدولي لألعاب القوى (الإنجليزية)
- أنجيليكا بينغتسون على موقع الدوري الماسي (الإنجليزية)
- أنجيليكا بينغتسون على موقع اللجنة الأولمبية الدولية (الإنجليزية)
- أنجيليكا بينغتسون على موقع أوليمبيديا (الإنجليزية)
- أنجيليكا بينغتسون على موقع اللجنة الأولمبية السويدية (السويدية)